# Апостол Варфоломей
Апо́стол Варфоломе́й (Нафанаи́л) (арм. Բարդուղիմեոս, сир. ܒܪ ܬܘܠܡܝ, др.-греч. Βαρθολομαῖος, лат. Bartholomæus) — один из двенадцати апостолов (учеников) Иисуса Христа, упомянут в Новом Завете.
Художественно изображается в светлой одежде с золотым рисунком и ножом в руке, символизирующим его мученичество, с него содрали кожу.

## Новозаветная история
Упомянут в списках апостолов в Евангелии от Матфея (Мф. 10:3), от Марка (Мк. 3:18), от Луки (Лк. 6:14), а также в Деяниях Апостолов (Деян. 1:13). Имя «Варфоломей» возможно является арамейским патрономическим именем (отчеством) «bar talamai» — «сын Фалмая», где Фалмай — искажённое на арамейский лад греческое имя Птолемей.
Существует практически единодушное мнение библеистов о том, что упомянутый в Евангелии от Иоанна (Ин. 1:45—50) Нафанаил — это одно лицо с Варфоломеем. Следовательно, апостол Варфоломей — один из первых учеников Христа, призванный четвёртым вслед за Андреем, Петром и Филиппом.
Евангелист сообщает, что Варфоломей был родом из Каны Галилейской (Ин. 21:2). По-видимому, он был родственником или близким другом апостола Филиппа, поскольку именно Филипп привёл Варфоломея к Иисусу, и в списках апостолов они упоминаются рядом. В сцене призвания Нафанаила-Варфоломея он произносит знаменитую фразу «Из Назарета может ли быть что доброе?» Иисус, увидев его, говорит о нём «Вот подлинно Израильтянин, в котором нет лукавства». Более определённых сведений Священное Писание о Варфоломее не сообщает, большая часть его жизнеописания известна по апокрифическим источникам.

## Предания
Согласно преданию, Варфоломей вместе с Филиппом проповедовал в городах Малой Азии, особенно в связи с именем апостола Варфоломея упоминают город Иераполь. Традиция сообщает также о его поездке в Индию, а затем в Великую Армению, где на Арташатском холме он встретился с апостолом Иудой Фаддеем (Армянская церковь почитает их своими основателями). Евсевий Кесарийский сообщает, что в Индии Варфоломей оставил основанной им общине Евангелие от Матфея на еврейском языке, которое было найдено философом Пантеном, преподавателем Александрийской школы.
Согласно армянской традиции, апостол Варфоломей исцелил царя Санатрука или сына царя Трдата от проказы у источника молока. В ознаменование этого события в области Албак была построена церковь святого Варфоломея. Согласно другой традиции, на этом месте ранее стоял языческий храм.

### Смерть

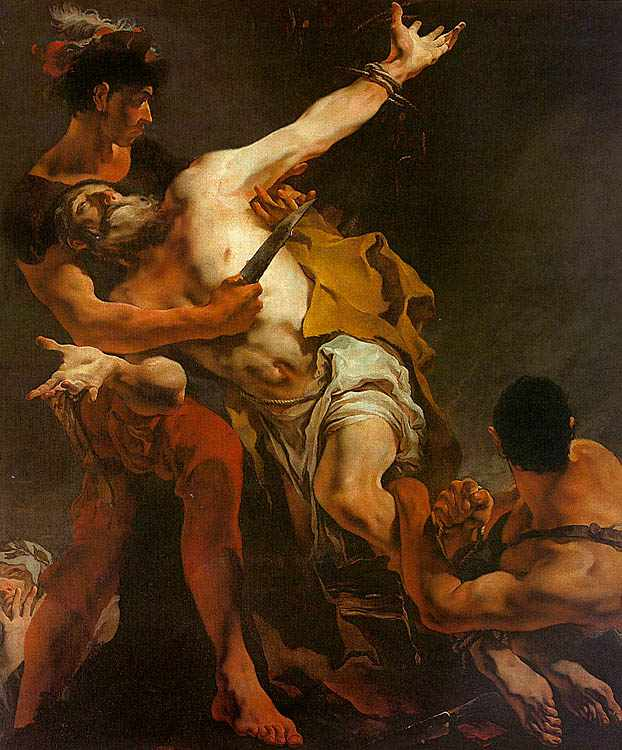
Страдания апостола Варфоломея (Джованни Тьеполо, 1722 год)

Согласно преданию, по наущению языческих жрецов брат армянского царя Астиага (он же Санатрук) схватил святого апостола. В городе Альбане, по приказу Астиага, Варфоломея распяли вниз головой, но он продолжал свою проповедь, тогда его сняли с креста, сняли кожу, а затем обезглавили. После этого, как сообщает святитель Димитрий Ростовский, верующие взяли «его тело, главу и кожу, положили их в оловянную раку и предали погребению в том же городе, Альбане, что в Великой Армении».
Также по ряду других свидетельств: святого Ипполита Портуенского (приблизительно 222 год), святого Дорофея Тирского (307–322), писателя Софрония (390 год), епископа Экумения (X век), — апостол Варфоломей принял мученическую кончину в городе Альбане в Великой Армении.

### Локализации города Альбаны
В настоящее время существуют различные версии локализации города Альбаны (Албанополь, Урбанополь, Албана Армянская):
- Энциклопедия Британика и Американская архиепископия Константинопольской православной церкви локализуют Албанополь (Урбанополь) в Армении[8][11].
- Согласно Православной энциклопедии, традиционно отождествляется с городом, существовавшим на территории современного Баку. При раскопках у Девичьей башни азербайджанские археологи обнаружили остатки древнего храма, который приняли за базилику, возведённую над местом предполагаемой гибели апостола[4]. Местное церковное предание отожествляет место гибели Варфоломея с территорией старого Баку «Ичери Шехер» у подножья Девичьей башни. Здесь, по имеющимся историческим данным, на остатках фундамента языческого храма Арта была воздвигнута древняя христианская церковь. В начале XIX века на развалинах этой церкви по благословению Русской православной церкви была возведена часовня в честь святого Варфоломея, просуществовавшая до 1936 года[12].
- по другой версии, Альбана находилась на части территории Великой Армении, соответствующей современной провинции Ирана Западный Азербайджан. На этом месте в XIV века был построен монастырь Сурб Барфоломеос[4];
- по мнению Мишеля ван Эсбрука, под Албанополем понимается понтийский город Никополь в Малой Армении[13];
- по другой версии местом захоронения апостола Варфоломея является монастырь Святого Варфоломея, находившийся в провинции Ван в Турции. В 1960-х годах был частично разрушен турецкой армией. В настоящее время полностью разрушен[14].

## Память
Около 410 года мощи Варфоломея были перенесены из Ахбака в Мартирополь, а около 507 года в город Дара (Месопотамия). При нашествии персов в 574 году, по сообщению Григория Турского, раку с мощами бросили в море, и она чудесным образом приплыла к острову Липари. Около 838 года мощи перенесли в Беневенто, где они хранятся в настоящее время в Базилике Сан Бартоломео. С X века часть мощей апостола хранится на острове Тиберина (Рим) в церкви Сан-Бартоломео, посвящённой апостолу. Частицы мощей апостола Варфоломея хранятся также в ряде афонских монастырей, кафедральном соборе Святых Жен-мироносиц в Баку (передана в 2003 году Константинопольским патриархом) и других местах.
Память апостола Варфоломея совершается:
- В Православной церкви — 25 августа (7 сентября) шестеричным богослужением — перенесение мощей[18], а также 22 апреля (5 мая), 11 (24) июня — смерть, 30 июня (13 июля) — Собор двенадцати апостолов.
- В Католической церкви — 24 августа.
- В Армянской апостольской церкви (ААЦ) — 25 февраля и 8 декабря. Согласно традиции, является, наряду с апостолом Фаддеем, её основателем; к ним возводится апостольская преемственность иерархии ААЦ[19].

Часовня в Баку, просуществовавшая до 1936 года, на одном из предполагаемых мест казни апостола Варфоломея[12]
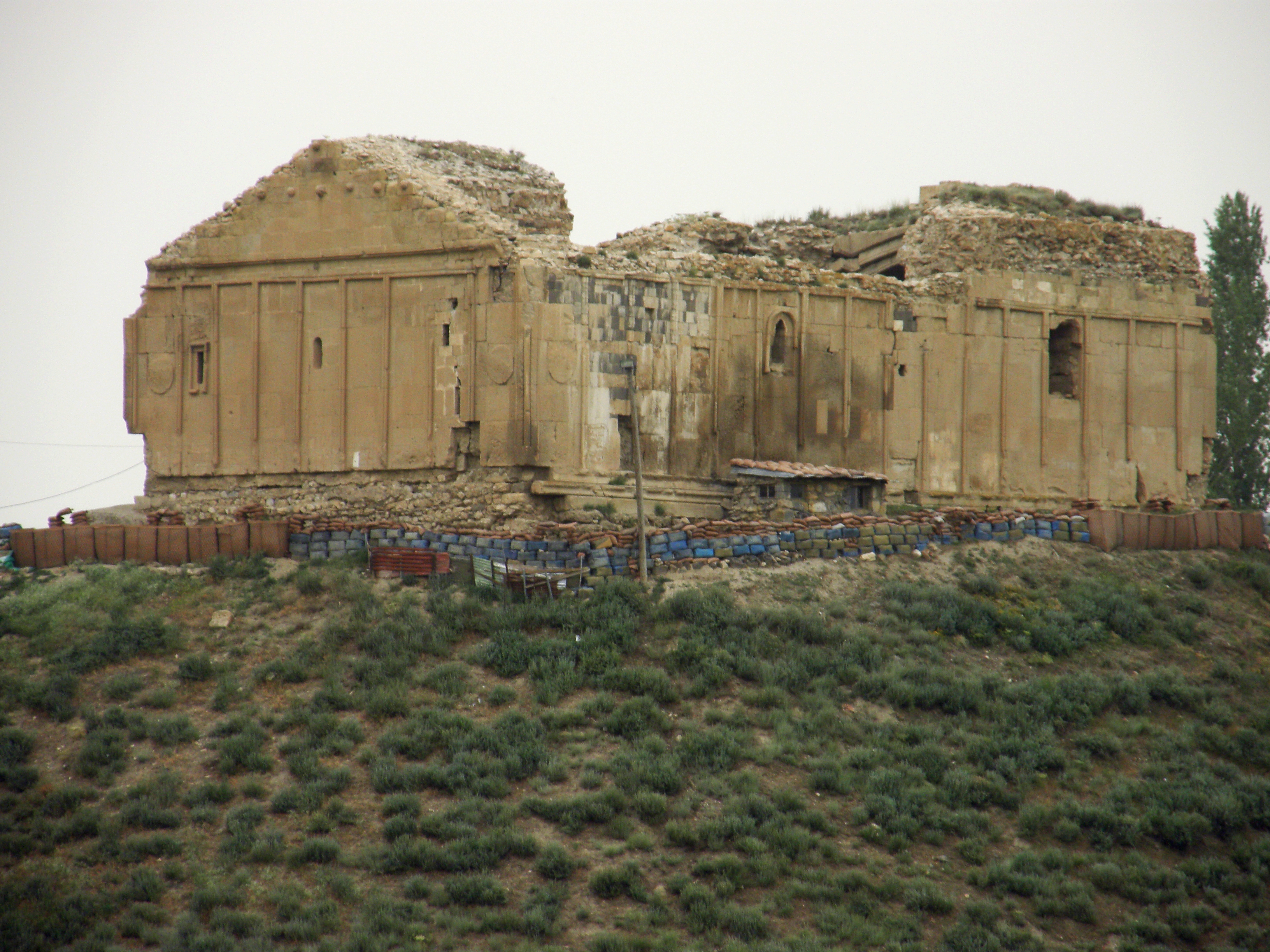
Руины армянского монастыря св. Варфоломея в Васпуракане (на территории современной Турции)
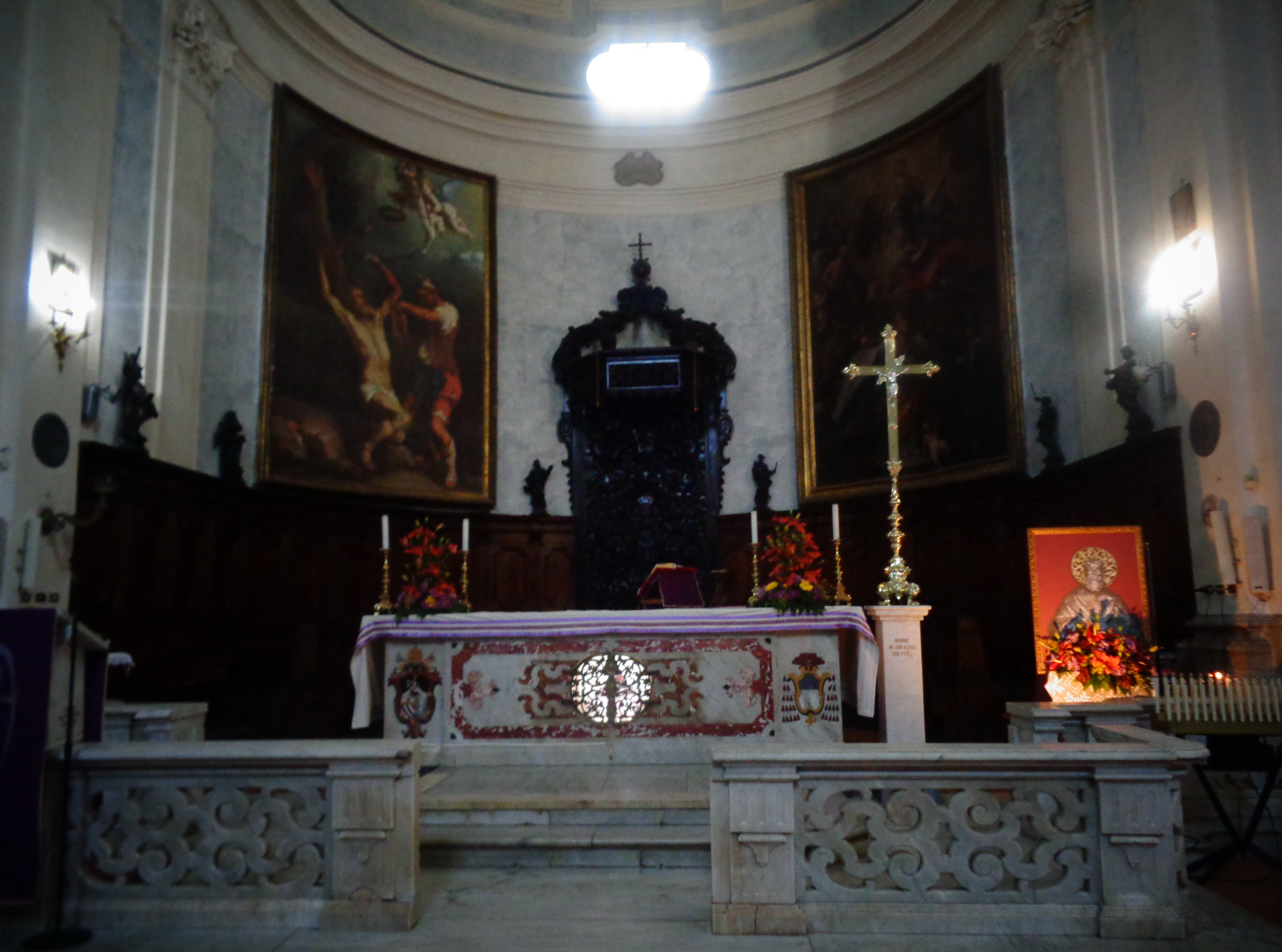
Алтарь базилики Святого Варфоломея (Сан Бартоломео) в Беневенто, где хранятся мощи Апостола Варфоломея в ковчеге из красного порфира
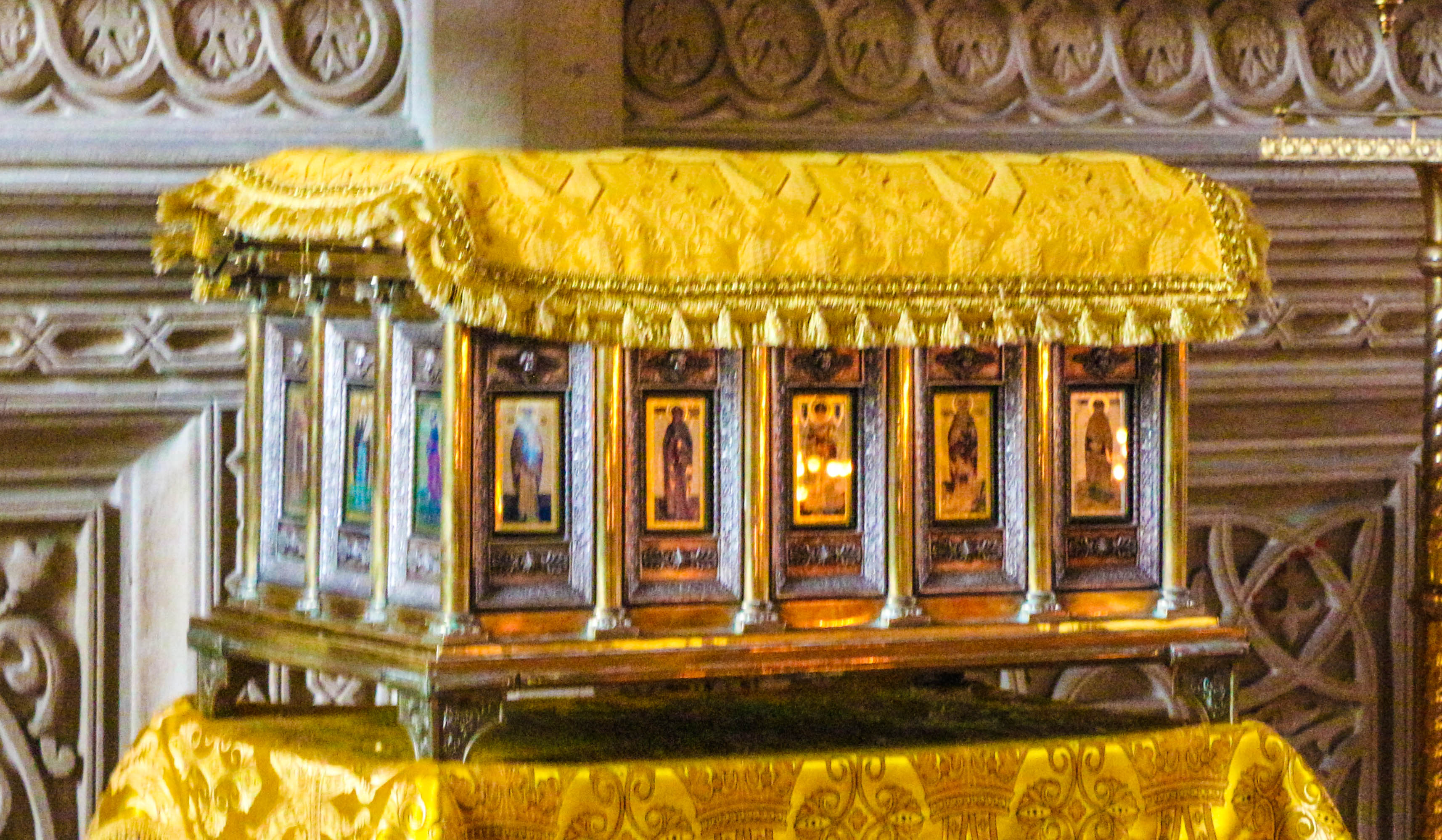
Ковчег с мощами апостола Варфоломея в кафедральном соборе Святых Жен-мироносиц в Баку (передана в 2003 году Константинопольским патриархом[17])

## Апокрифы
С именем Варфоломея связан ряд апокрифических произведений:
- «Евангелие апостола Варфоломея» (или «Вопросы Варфоломея[англ.]»). Оригинал на греческом.
- «Евангелие Варфоломея» (или «Книга о Воскресении Иисуса Христа апостола Варфоломея[англ.]») на коптском языке.
- «Деяния апостолов Андрея и Варфоломея в городе парфян» на коптском, арабском, эфиопском и греческом языках.
- «Деяния апостола Варфоломея» на коптском.
- «Мученичество апостола Варфоломея» на латыни и армянском.
- «Апокалипсис апостола Варфоломея» («Откровения Варфоломея»)

## Память
- Церковь Святого Варфоломея